# Ambloplites constellatus
Ambloplites constellatus es una especie de pez del género Ambloplites, familia Centrarchidae. Fue descrita científicamente por Cashner & Suttkus en 1977.
Se distribuye por América del Norte: drenaje del río White en Misuri y Arkansas, EE. UU. La longitud total (TL) es de 27,9 centímetros con un peso máximo de 450 gramos. Habita en pequeños ríos.
Está clasificada como una especie marina inofensiva para el ser humano.